# Teseum
Het Teseum is een geconserveerde archeologische site en een museum van religieuze kunst in de Belgische stad Tongeren. Het museum werd in 2016 geopend en omvat onder andere de meer dan duizend jaar oude schatkamer van de Onze-Lieve-Vrouwebasiliek. Het Teseum is fysiek onderdeel van de basiliek, maar wordt gerund door de Dienst Erfgoed van de Gemeente Tongeren.

## Huisvesting
Het Teseum bevindt zich deels onder de basiliek (archeologische opgraving) en deels in de bij de kerk behorende kapittelzaal en in de bovenzalen van de kloostergebouwen (religieuze kunstvoorwerpen). Het conserveren en toegankelijk maken van de archeologische site was een ingewikkeld vraagstuk, omdat het monumentale kerkgebouw erboven niet in gevaar mocht komen. De zalen in de kloostervleugels zijn in de jaren voorafgaand aan de opening (2016) geheel gerestaureerd en heringericht. De benedenverdieping van de kloostergebouwen (de eigenlijke klooster- of kruisgang) en de pandhof kunnen eveneens bezocht worden. De ingang en ontvangstruimte bevindt zich in de voormalige kapittelzaal aan de Graanmarkt. Onderdeel van de kapittelzaal is een ronde verdedigingstoren, die deel uitmaakte van de omheining van het monasterium vóór de bouw van de middeleeuwse stadsmuur. Ook maakt het museum gebruik van een tweetal zestiende-eeuwse kapellen, de Sint-Annakapel en de Allerheiligenkapel, die aan de oostzijde van de kloostergangen werden aangebouwd.

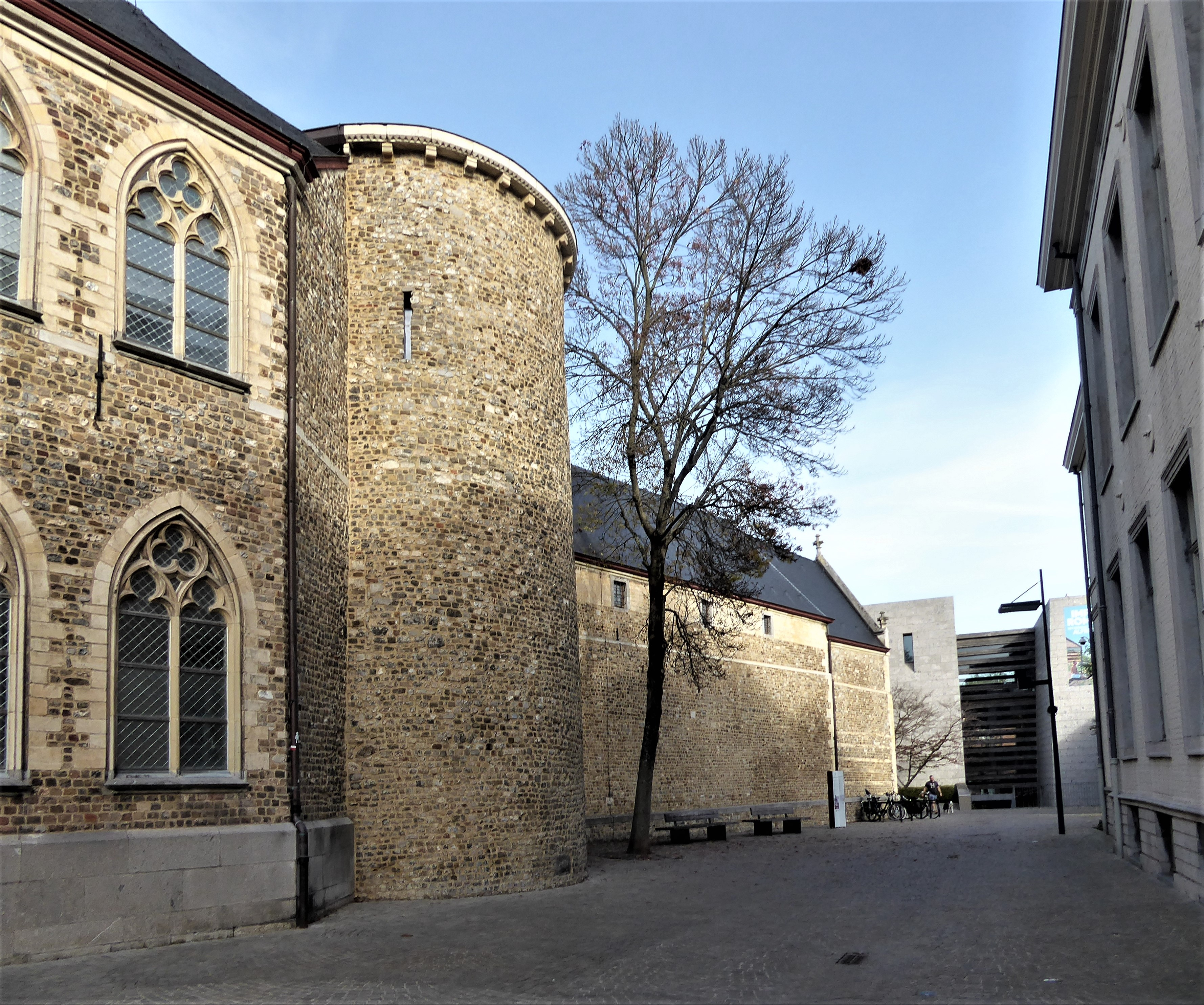
Kapittelzaal (links), toren en kloostergebouwen
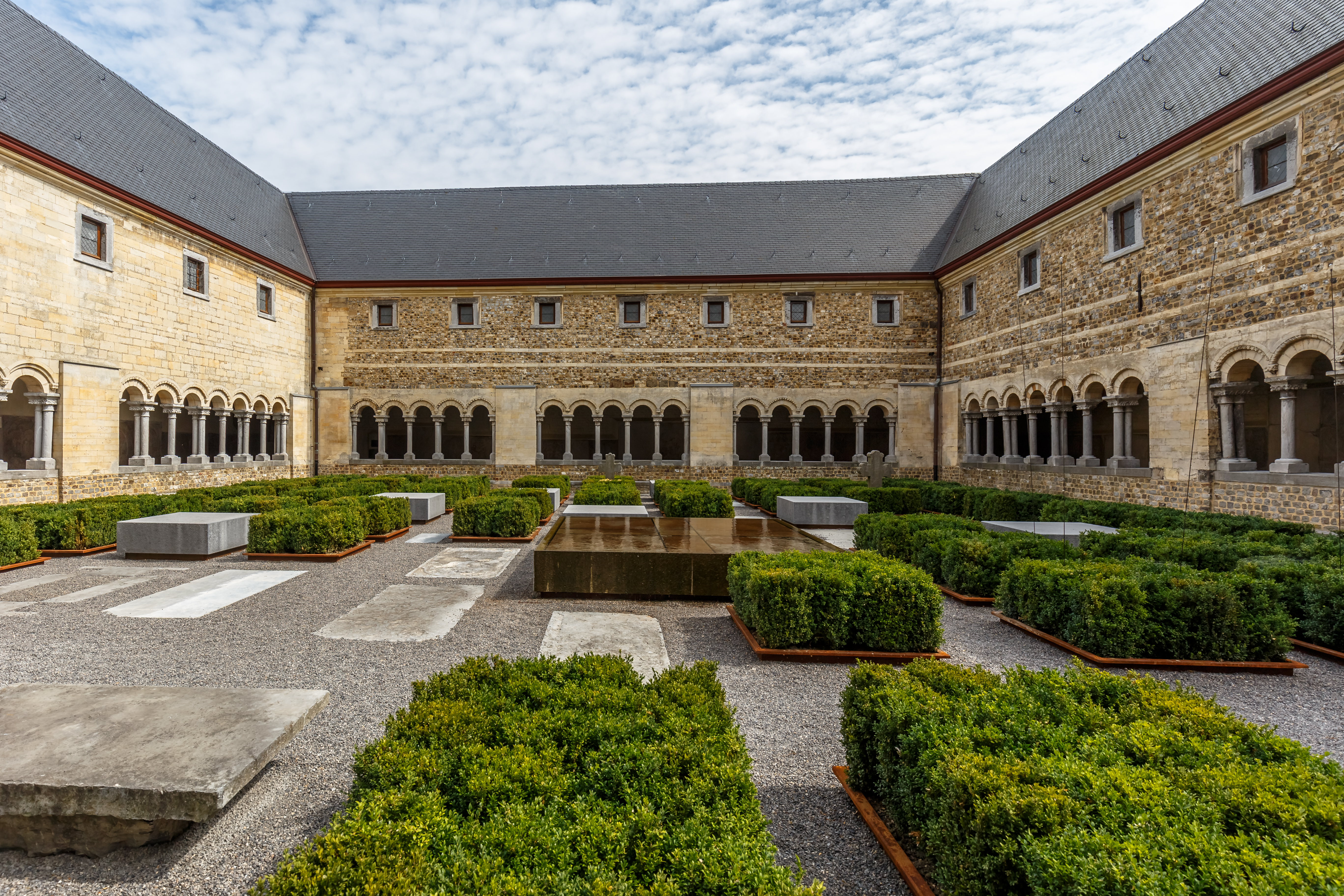
Kloostergebouwen rondom de pandhof
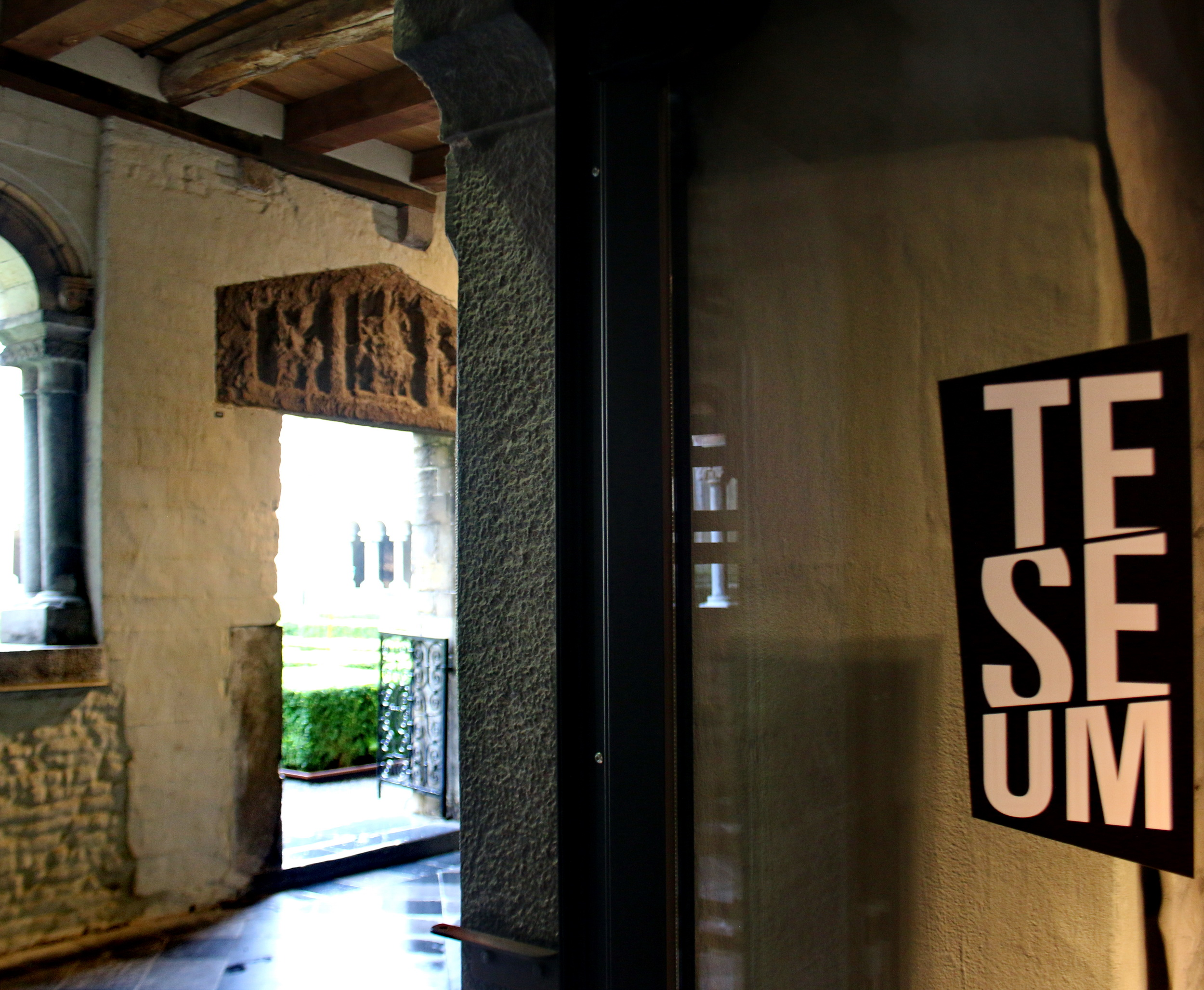
Doorgang naar de pandhoftuin
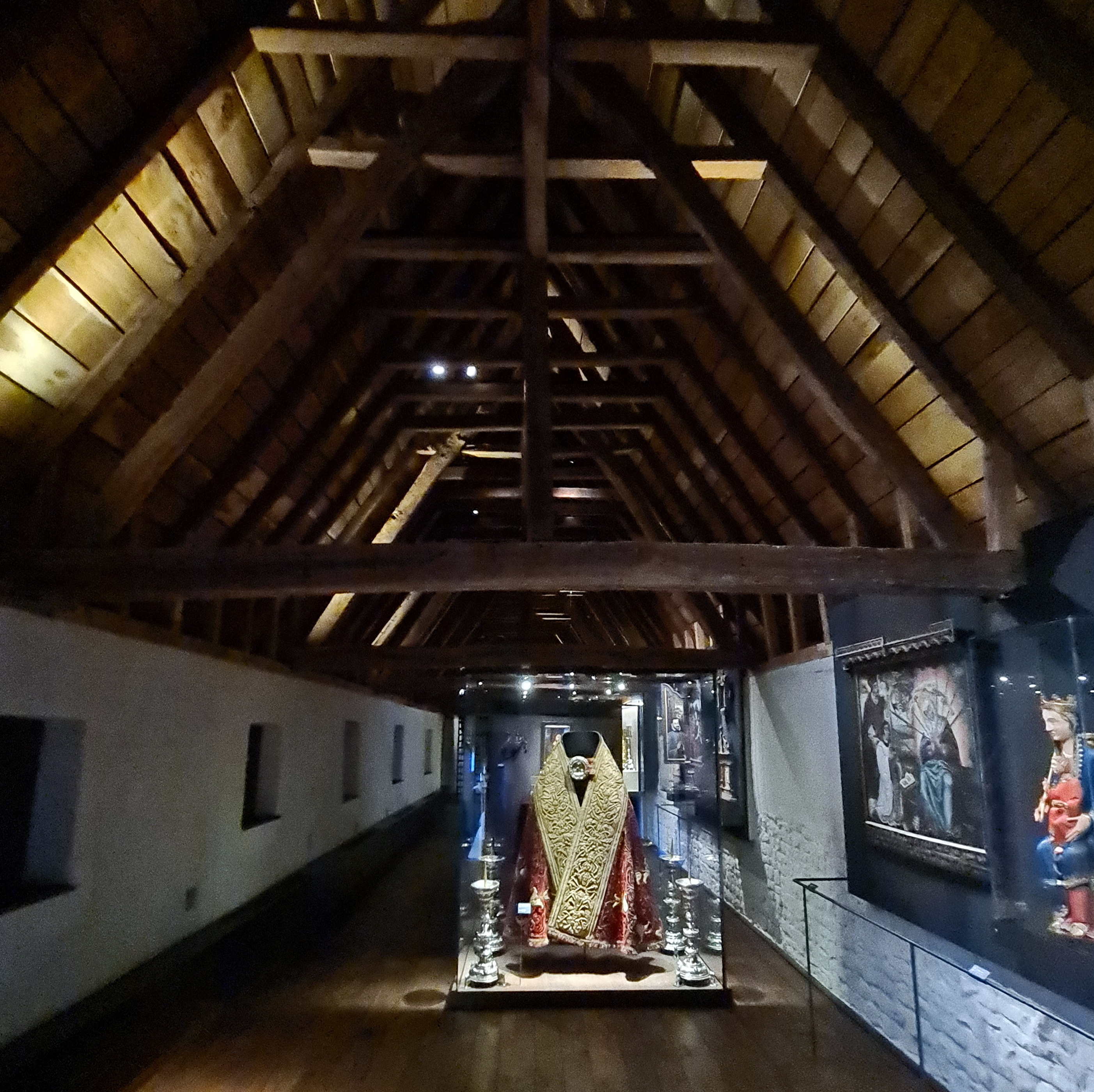
Bovenzaal kloostergang

## Archeologische site
Het archeologisch gedeelte van het Teseum toont de ondergrondse resten van een Romeinse stadswoning met badgedeelte, delen van de laat-Romeinse stadsmuur en diverse voorlopers van de basiliek, waaronder een vierde-eeuwse basilica (waarvan niet vaststaat dat deze een religieuze functie had) en de eerste merovingische kerk uit de zesde eeuw.

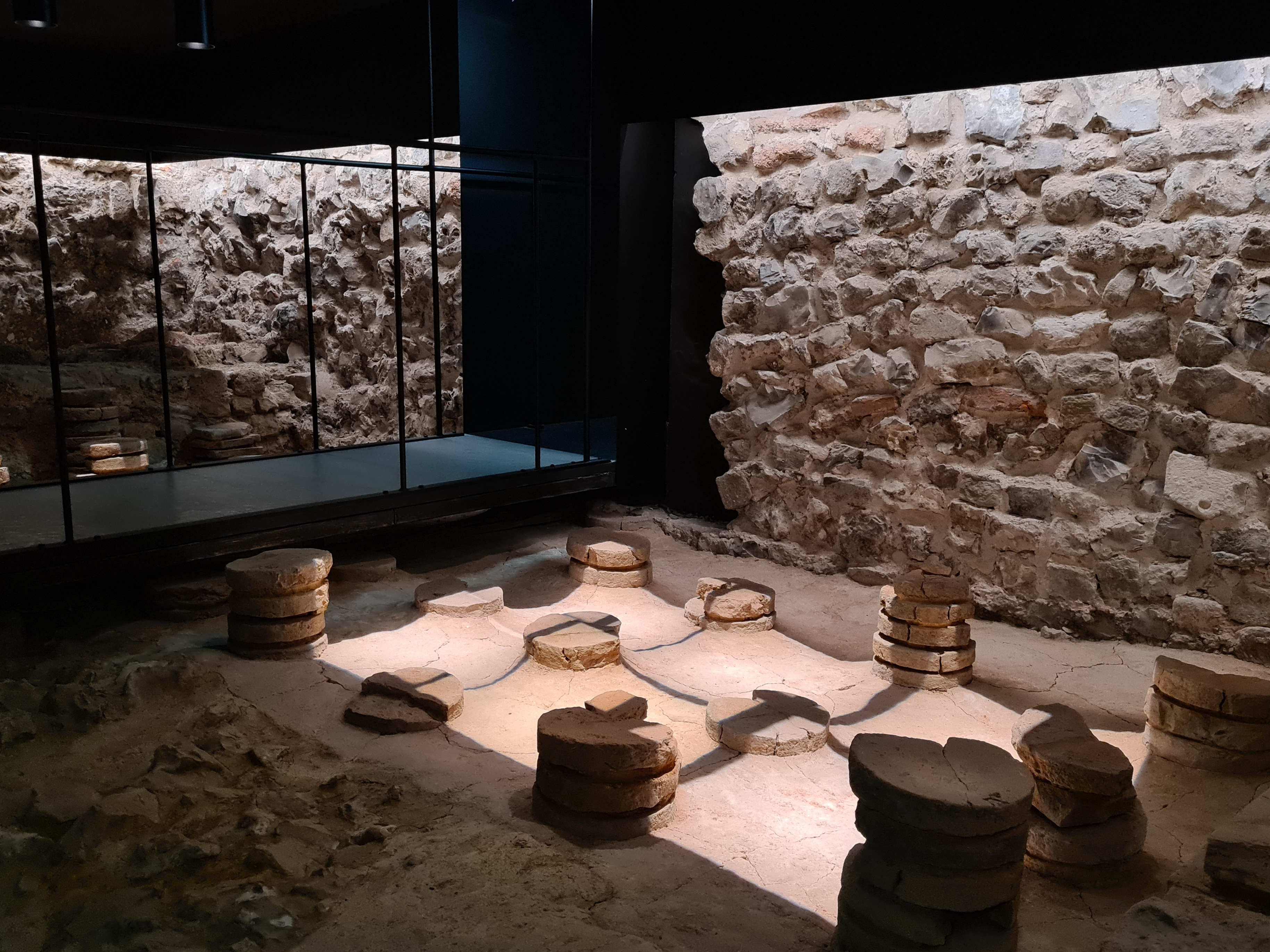
Romeins muurwerk (van badgebouw?)
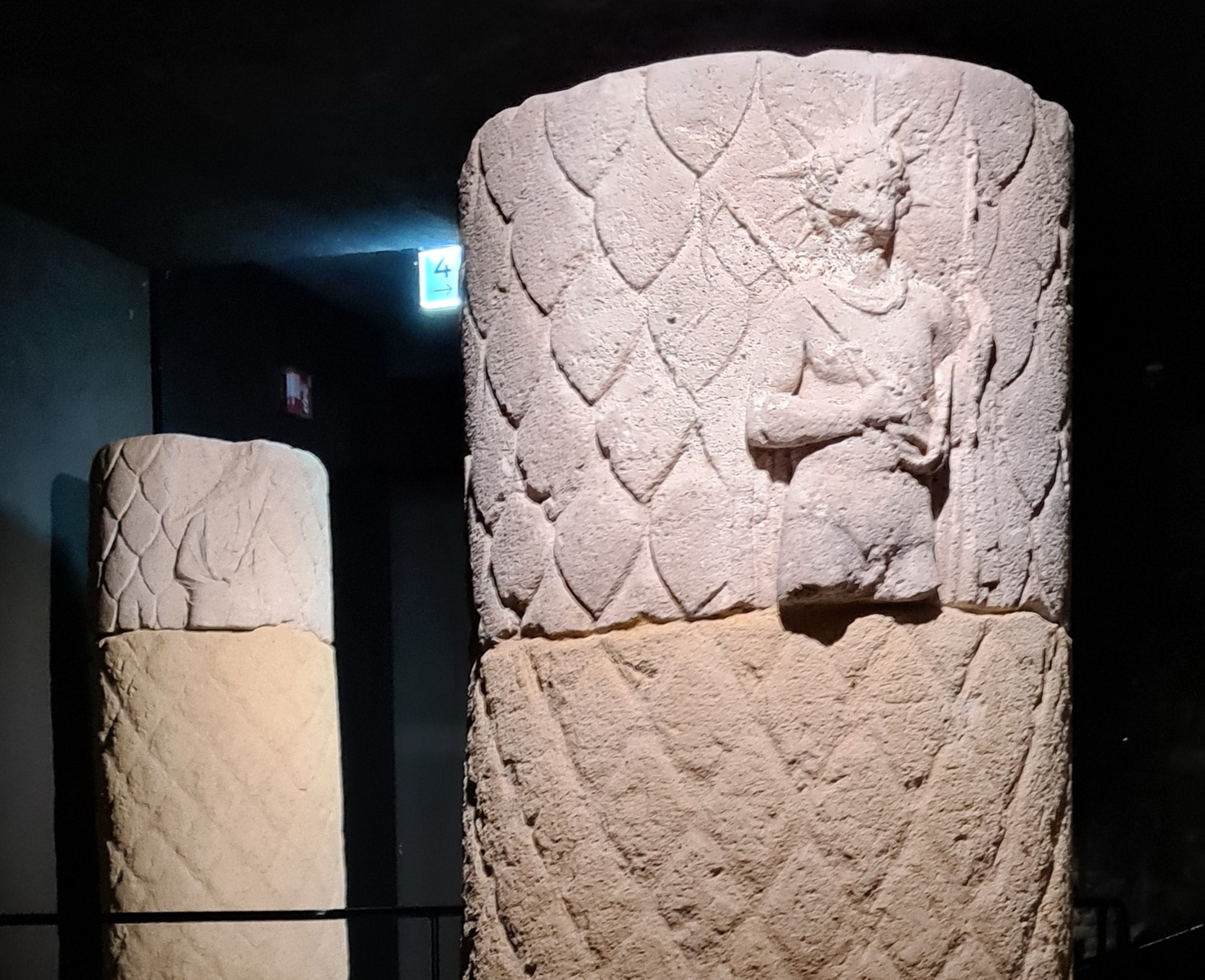
Romeinse zuilfragmenten met reliëfs
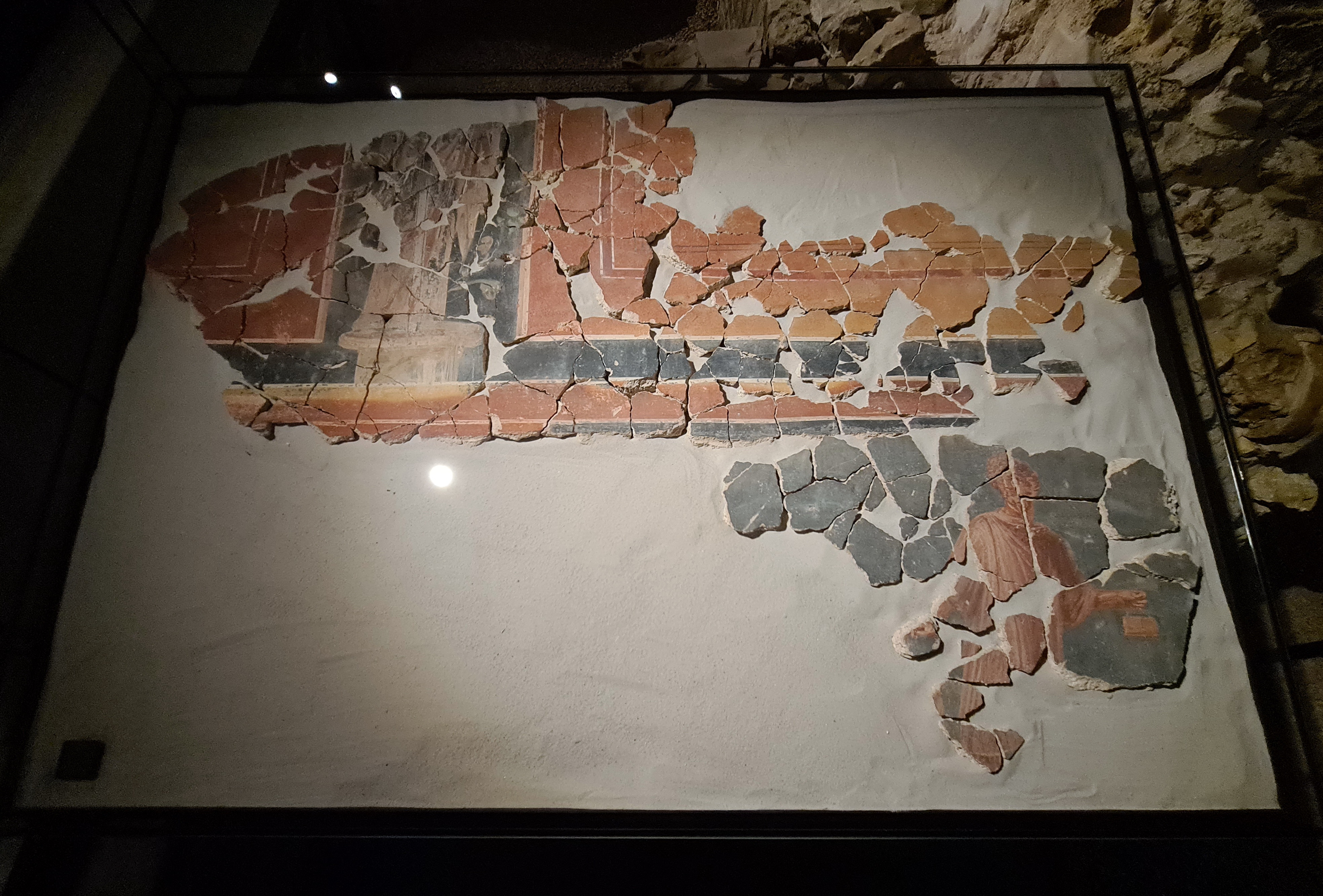
Fragmenten van Romeinse fresco's
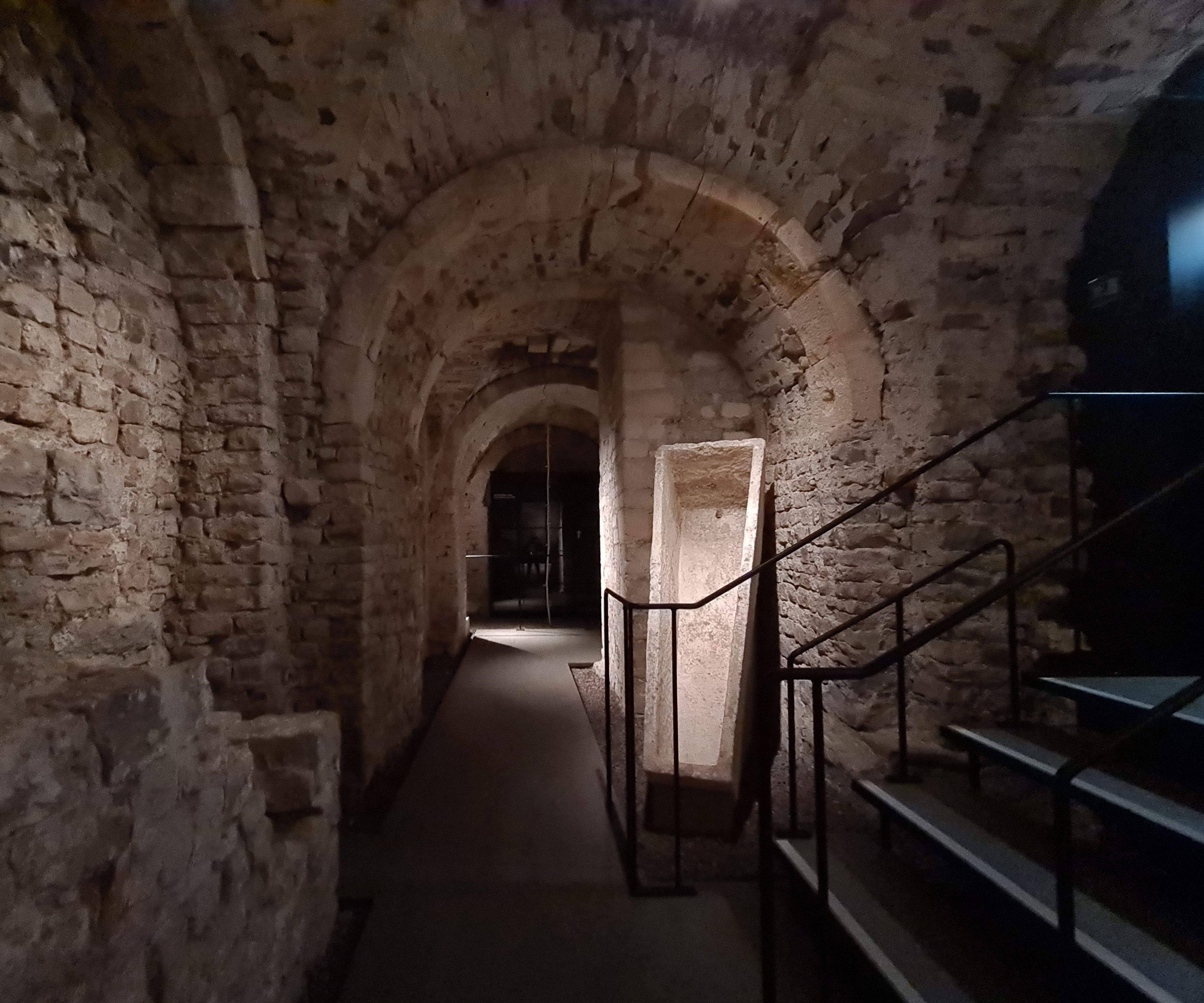
Vroegmiddeleeuws muurwerk en sarcofaag

## Kerkschatten
Het museum toont tevens voorwerpen uit de kerkschat van de Onze-Lieve-Vrouwebasiliek, waaronder kostbare reliekhouders, Maaslands edelsmeedwerk, ivoor- en houtsnijwerk, beelden en schilderijen, missalen en kostbare stoffen. Sommige voorwerpen zijn zeer oud, zoals een Byzantijns ivoren reliëf van Sint-Paulus uit de zesde eeuw en een tiende-eeuws ivoorreliëf van de kruisiging, dat deel uitmaakt van een twaalfde-eeuws evangeliarium met zilverbeslag. Een Maaslandse reliekhouder met relikwieën van het Heilig Kruis en afbeeldingen van de tien bisschoppen van Tongeren werd omstreeks 1200 geschonken door het Luikse kapittel van Sint-Lambertus. Onderdeel van de kerkschat is een verzameling middeleeuws textiel, merendeels reliekbeurzen of doeken waarin relieken gewikkeld werden. Daarnaast is er een belangrijke collectie liturgische gewaden en paramenten uit de late middeleeuwen en de eeuwen daarna. Opvallend is het grote aantal (circa twaalf) zilveren reliekbeeldjes uit de vijftiende en zestiende eeuw, die hier – anders dan elders in het Maasland – de woelingen van de Franse Tijd hebben overleefd.
Door middel van een thematische opstelling en toelichting krijgt men inzicht in het gebruik van de religieuze voorwerpen. Thema's die aan de orde komen zijn: het vroege christendom in Tongeren, het ontstaan van de schatkamer, de betekenis van relieken en heiligenverering, de liturgie, het muziekleven en de Kroningsfeesten. Zo is er een muziekbox, waar men te midden van oude muziekboeken en -handschriften religieuze muziek uit die tijd kan beluisteren. In 2023 werden 29 extra kunstvoorwerpen uit het Teseum toegevoegd aan de Vlaamse Topstukkenlijst; er staan in totaal 71 Vlaamse Topstukken tentoongesteld in het Teseum.

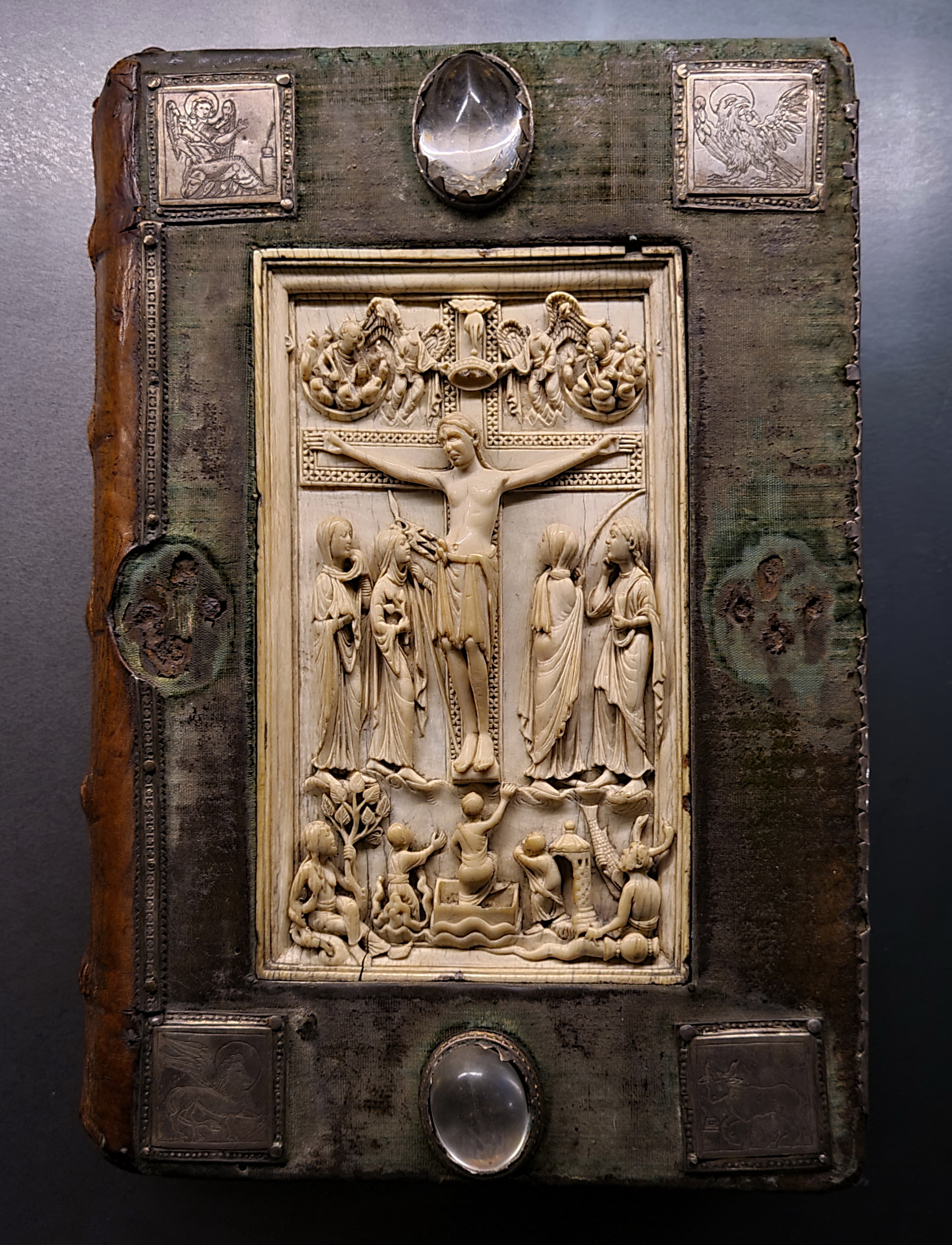
12e-eeuws evangeliarium met ivoorreliëf, 10e eeuw
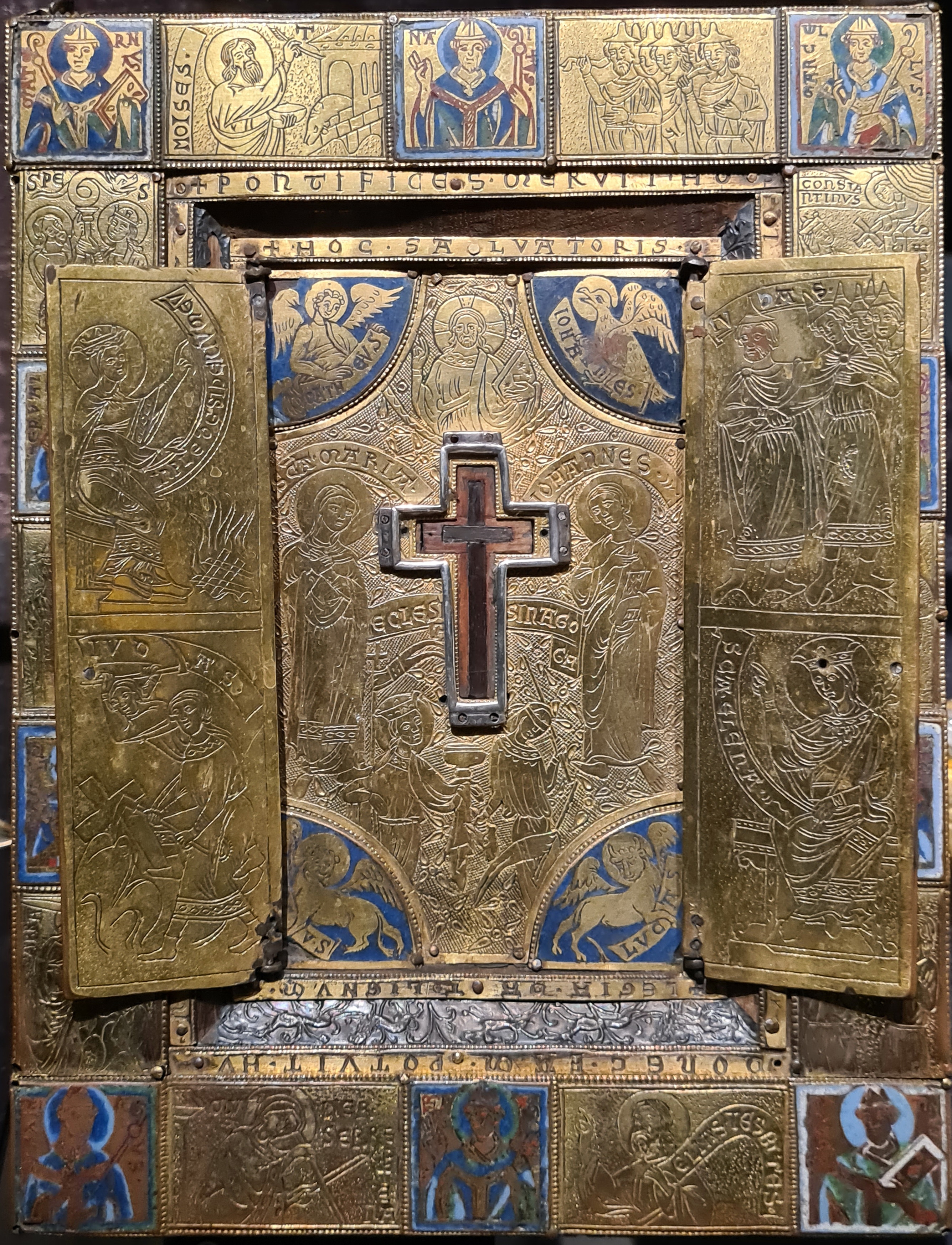
Reliekhouder van het Heilig Kruis, Maaslands, ca. 1200
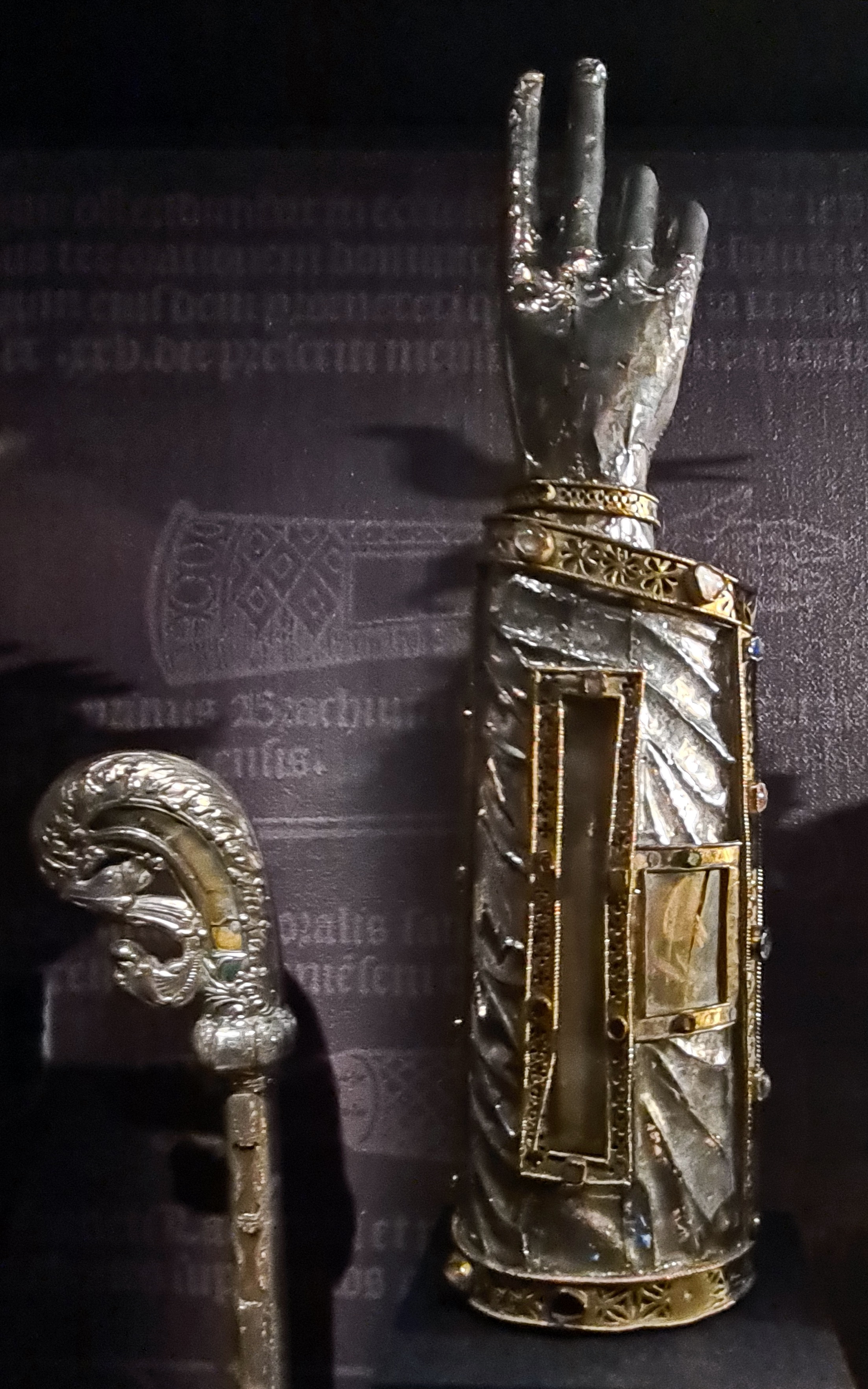
Kromstaf en reliekarm van Sint-Maternus, 13e eeuw
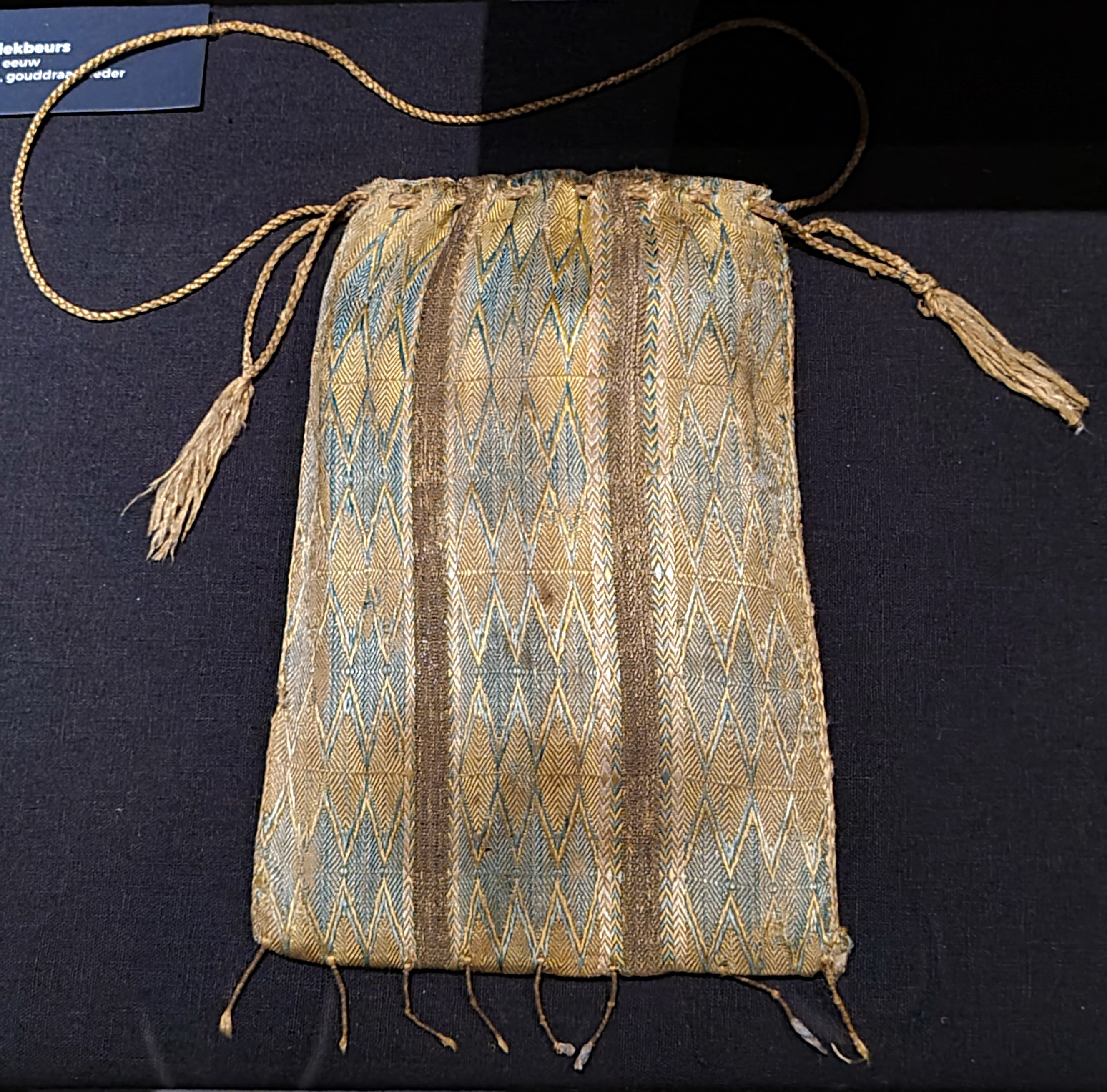
Zijden reliekbeurs, Spaans, 13e eeuw

## Tijdelijke tentoonstellingen
In de tweede helft van 2018 vond er een tentoonstelling plaats van koptische artefacten in bruikleen van The Phoebus Foundation.